# 東山丘陵 (加利福尼亞州)
東山丘陵（英語：East Foothills）是位於美國加利福尼亞州聖塔克拉拉縣的一個人口普查指定地區。

## 地理
東山丘陵的座標為37°23′02″N 121°49′21″W / 37.38389°N 121.82250°W，而該地最高點為海拔高度107米（即351英尺）。

## 人口
根據2010年美國人口普查的數據，東山丘陵的面積為5.913平方千米，均為陸地。當地共有人口8269人，而人口密度為每平方千米1,398人。